# Hanjur
Hanjur (tiếng Ả Rập: حنجور) là một ngôi làng Syria nằm ở phó huyện Jubb Ramishima ở huyện Masyaf, Hama. Theo Cục Thống kê Trung ương Syria (CBS), Hanjur có dân số 2904 trong cuộc điều tra dân số năm 2004.